# Списък на реките в Мисисипи
Списъкът на реките в Мисисипи съдържа основните реки и притоци, които текат в щата Мисисипи, САЩ.
Мисисипи попада във водосборния басейн на Мексиканския залив, тъй като щатът се отводнява чрез речните системи на Мисисипи, Паскагула, Пърл Ривър и Томбигби именно в залива.

## По речни системи
Речна система на Паскагула
- Паскагула
  - Блек Ривър
  - Лийф
    - Талахала Крийк

  - Чикасоуей Ривър

Речна система на Пърл Ривър
- Пърл Ривър
  - Йоканукани
  - Бого Чито

Улф Ривър
Речна система на Мисисипи
- Мисисипи
  - Хомочито
  - Байо Пиер
  - Биг Блек Ривър
  - Язу
    - Диър Крийк
    - Биг Сънфлауър
    - Ялобуша
    - Талахачи
    - Колдуотър

Речна система на Томбигби
- Томбигби
  - Нохуби